# به ج… آپارتمان ۲۳ اعتماد نکنید
به ج... آپارتمان ۲۳ اعتماد نکنید (به انگلیسی: Don't Trust the B---- in Apartment 23) یک مجموعه تلویزیونی کمدی بود که بین سال‌های ۲۰۱۲ و ۲۰۱۳ از شبکه ای‌بی‌سی پخش می‌شد.